# Ante
Ante je moško osebno ime.

## Izvor imena
Ime Ante je različica moškega osebnega imena Anton.

## Pogostost imena
Po podatkih Statističnega urada Republike Slovenije je bilo na dan 31. decembra 2007 v Sloveniji število moških oseb z imenom Ante: 244.

## Osebni praznik
Osebe z imenom Ante lahko godujejo takrat kot osebe z imenom Anton.